# Giacomo Boni

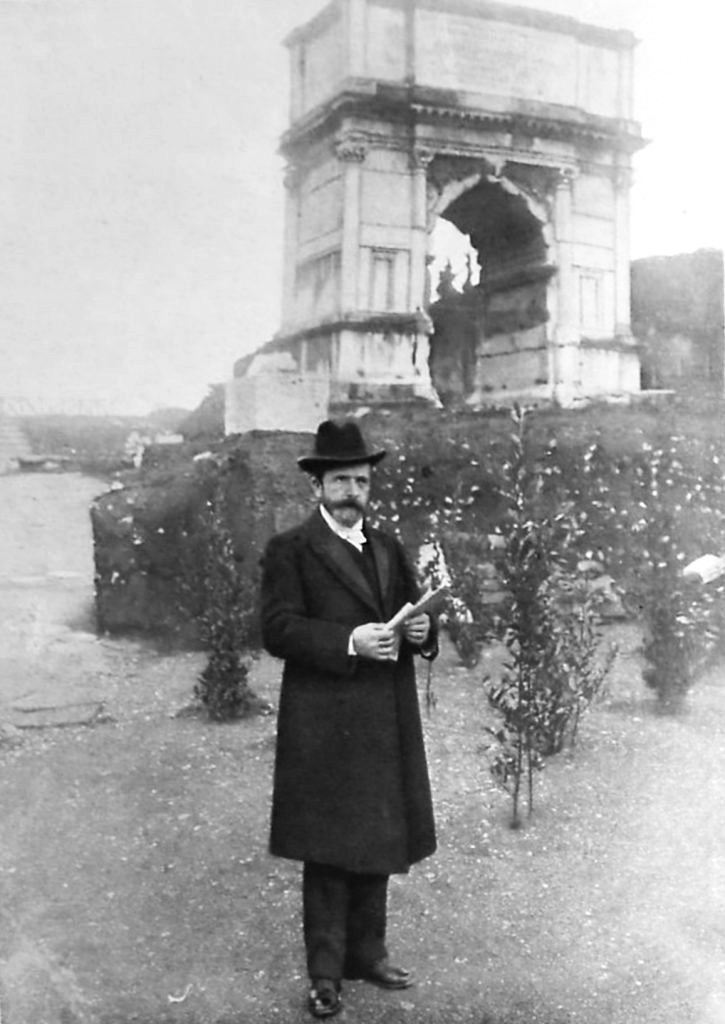
Giacomo Boni

Giacomo Boni ( * 25 de abril de 1859 – 10 de julio de 1925) fue un arqueólogo italiano especializado en la arquitectura romana.
Nacido en Venecia, Boni estudió arquitectura en la Academia de Bellas Artes (en Venecia) y más tarde se dedicó a realizar importantes excavaciones en el Foro Romano (en Roma).
Uno de sus primeros trabajos como arquitecto en Venecia fue la restauración del Palazzo del Dogo.
En esta época ya mostró su talento técnico.
Más tarde estudió arquitectura en la Accademia di Belle Arti.
En 1888 fue a Roma.
En 1898 el ministro de Instrucción Pública G. Baccelli lo nombró director de excavaciones en el Foro Romano.
Boni dirigió las excavacions en el Forum hasta su muerte en 1925.
Estaba interesado en la estratigrafía del Forum, un avance importante en la ciencia de la arqueología romana.
Realizó muchos descubrimientos, como
la necrópolis de la Edad de Hierro cerca del Templo de Antonino y Faustina,
el Lapis Niger,
la Regia,
la Galleria Cesaree,
la Horrea Agrippiana y
otros monumentos.
En 1907 Boni también trabajó en la ladera de la colina Palatina, donde descubrió el Mundus (cisterna tholos), un complejo de túneles que llevaba a la Casa dei Grifi, la así llamada Aula Isiaca, los así llamados Baños de Tiberio y la base de una choza bajo el peristilo del Domus Flavia.
Las excavaciones se interrumpieron por la Primera Guerra Mundial, en la que tuvo que participar como soldado.
Continuó su trabajo en 1916.
Fascista declarado, fue elegido senador en 1923.
Boni falleció en Roma: está enterrado en los Orti Farnesiani sobre la colina Palatina.